# 異界
異界（いかい）とは、人間が周囲の世界を分類する際、自分たちが属する（と認識する）世界の外側。

## 概要
異界を認識する主体は個人より集団を想定することが多い。民俗社会において、霊魂が行く他界（来世）を含め、自分たちの社会の外側に広がる世界を意味する。他界が時空による認識であるのに対し、異界はむしろ空間で捉えられる。例えば、妖怪が住む世界は異界であり、死後の存在である幽霊とは区別される。現代社会では、特定の社会から見た異質な社会の空間を異界と呼ぶことがある（この場合は民俗語彙ではなく分析概念であり、現代の流行語にもなっている）境界ともいう。
異界という語は、人間が分類体系を作り上げる際の構造論と関連している。我々の自己中心的世界観で内部と外部を二項対立的に認識する場合、後者が異界である。よって様々な程度で、境界を挟んで異界が存在する。例えば自分の家に対する家の外、自分のムラに対する外側は異界である。つまり、異界は入れ子構造で多数存在する。

### 異界の住人
内部社会とは異なる外見や風俗習慣を持つ人間は、異界の住人、異人と呼ばれる。異人は外国人のみならず、芸能民・山人など外側から訪れる人も含まれ、時には妖怪視され差別された。異界の観念は「境界」の観念と深く関わっている。橋・坂・峠・辻などの境界の場所は、異界への回路であり両義的な空間である。

## 霊界
死後の世界（すなわち本来の意味での異界）や、霊魂の世界などが霊界である。

## 創作物における異界との接点
- 壺（瓢箪）の中に入る - 中国の壺中天の話に見られる。
- 井戸の中に入る - 『江談抄』『今昔物語集』『元亨釈書』に記される小野篁#逸話と伝説（冥界へ行き来する入口）。
- 絵画の中に入る - 果心居士の幻術の話に見られる（屏風絵に入る）。ゲームでは『スーパーマリオ64』において、絵画の中に入り、それぞれのステージへ行く。漫画では『ダンジョン飯』（魔法の絵画で過去へ行く）など。
- 本の中に入る - 漫画『ふしぎ遊戯』や『盾の勇者の成り上がり』など。
- 鏡の中に入る - 小説『鏡の国のアリス』（『不思議の国のアリス』の続編）に見られる。特撮では『ミラーマン』や『仮面ライダー龍騎』に見られる。
- ボードゲームの中に入る - 洋画『ジュマンジ』に見られる。
- テレビの中に入る - ゲーム『リトルナイトメア2』。
- インターネットの中に入る - TV特撮『電光超人グリッドマン』。ゲーム『ロックマンエグゼ』。
- 箪笥の中に入る - 『ナルニア国物語』に見られる。
- 学校の中に入る - 映画『学校の怪談』（学校の怪談 (曖昧さ回避)）。ゲームでは『コープスパーティー』。
- 街の中に入る - 特撮映画『ゼイラム』。ゲームでは『サイレントヒル』『SIREN』シリーズ。
- レジャー施設の中に入る - 劇場アニメ『千と千尋の神隠し』。
- 駅の中に入る - 都市伝説（ネットロア）「きさらぎ駅」（きさらぎ駅 (映画)）。ゲームでは『8番出口』。
- 雲の中に入る - TV特撮『ウルトラQ』26話「206便消滅す」、『ウルトラセブン』18話「空間X脱出」。
- 水溜りの中に入る - 漫画『天は赤い河のほとり』。